# Caroline Ruprecht
Caroline Ruprecht (* 20. Jahrhundert) ist eine deutsche Hörspiel- und Synchronsprecherin aus Berlin.

## Leben
Caroline Ruprecht synchronisiert seit ihrem 7. Lebensjahr. Zu ihren frühen Werken gehört die deutsche Stimme des Mädchens Drew Barrymore in E.T. – Der Außerirdische. Ab 1984 wurde sie als Kinderhörspiel-Sprecherin beim Label Europa tätig. Sie war die Stimme von Regina Regenbogen  und Hanni von Hanni und Nanni. Zur gleichen Zeit synchronisierte sie Tempestt Bledsoe als Vanessa Huxtable in der Bill Cosby Show.
In späteren Jahren wurde sie als Musiktherapeutin tätig.

## Werke (Auswahl)

### Hörspiele
- 1984–1985: Abenteuer-Serie (als Lucy Trent, 8 Folgen)
- 1985–1989: Regina Regenbogen (als Regina Regenbogen, 28 Folgen)
- 1986–1987: Hanni und Nanni (als Hanni, 16 Folgen)

### Filme
- 1982: E.T. – Der Außerirdische: Drew Barrymore als Gertie
- 1982: Poltergeist: Heather O’Rourke als Carol Anne Freeling
- 1984: Der Feuerteufel: Drew Barrymore als Charlene McGee
- 1985: Oz – Eine fantastische Welt: Emma Ridley als Ozma
- 1987: Das Tagebuch der Anne Frank: Katharine Schlesinger als Anne Frank
- 1988: Die letzte Versuchung Christi: Juliette Caton als Schutzengel
- 1988: Meine Stiefmutter ist ein Alien: Alyson Hannigan als Jessie Mills

### Serien
- 1984–1992: Die Bill Cosby Show: Tempestt Bledsoe als Vanessa Huxtable
- 1989–1991: Wunderbare Jahre: Crystal McKellar als Becky Slater